# Paul Cockshott
William Paul Cockshott (nacido el 16 de marzo de 1952) es un científico de la computación escocés, economista marxista e investigador honorario de la Universidad de Glasgow.

## Carrera científica
Cockshott obtuvo una licenciatura en Economía (1974) en la Universidad de Mánchester, una maestría (1976) en Ciencias de la Computación en la Universidad Heriot Watt y un doctorado en Ciencias de la Computación en la Universidad de Edimburgo (1982).
Ha hecho contribuciones en los ámbitos de la compresión de imágenes, la televisión 3D, los compiladores paralelos y las imágenes médicas. Es conocido entre un público más amplio por sus propuestas en el ámbito multidisciplinar de la computabilidad económica, sobre todo como coautor, junto con el economista Allin Cottrell, del libro Towards a New Socialism (Hacia un nuevo socialismo), en el que abogan firmemente por el uso de la cibernética para la planificación eficiente y democrática de una economía socialista compleja.
Como economía marxista, Cockshott es defensor de la teoría del valor-trabajo. Influenciado por Anwar Shaikh y la econofísica de Emmanuel Farjoun y Moshe Machover, Cockshott ha realizado varios estudios empíricos con modelos informáticos en los que concluye la existencia de una correlación positiva entre los precios de mercado de las mercancías con sus valores económicos medidos en tiempo de trabajo socialmente necesario. En consecuencia, Cockshott defiende las tesis marxistas, como la tendencia decreciente de la tasa de ganancia, rechaza la existencia del problema de la transformación de valores a precios.  Cockshott también sostiene que la tendencia a la igualación de las tasa de ganancia en todas las industrias por competencia entre capitalistas es menor que la nivelación de la tasa de plusvalor debido a la lucha de clases entre trabajadores y capitalistas.
Las investigaciones empíricas  de Cockshott han sido criticadas por Andrew Kliman, Jonathan Nitzan y Shimshon Bichler como correlaciones ilusorias.

## Opiniones políticas
En la década de 1970, Cockshott era miembro de la Organización Comunista Británica e Irlandesa (B&ICO), pero él y varios otros miembros estaban descontentos con la posición de B&ICO sobre el control obrero. Cockshott y varios otros miembros de B&ICO renunciaron y formaron un nuevo partido, la Organización Comunista en las Islas Británicas, hasta su disolución en 1980.
Propone una economía socialista sin dinero, similar a la descripción de Karl Marx de una sociedad socialista en la Crítica del Programa de Gotha, realizada por la tecnología informática actual:
En nuestra propuesta, a las personas no se les pagaría en dinero, sino con cuentas electrónicas de trabajo intransferibles. Las compras se harían con tarjetas inteligentes como se hacen hoy en día, pero con la diferencia de que la única forma en que las personas podrían acumular créditos de trabajo sería trabajando realmente. Cuantas más horas trabajes, más créditos obtendrás. Los productos en las tiendas se cotizarían en horas, y el principio de intercambio es básicamente uno por uno. Por una hora de trabajo se obtienen productos que tardaban una hora en fabricarse.
Cockshott aboga por un sistema de economía sin dinero basado en una economía planificada computarizada y democracia directa. Ha criticado el problema del cálculo económico sobre la base de que la planificación puede hacerse factible a través de la informatización y la asignación basada en el tiempo de trabajo.

## Obras publicadas

### En inglés
- Cockshott, P. (1990). Ps-Algol Implementations: Applications in Persistent Object Oriented Programming, Ellis Horwood Ltd.
- Cockshott, P. (1990). A Compiler Writer's Toolbox: Interactive Compilers for PCs With Turbo Pascal, Ellis Horwood Ltd.
- Cockshott, P., Cottrell, A. (1993). Towards a New Socialism, Spokesman.
- Cockshott, P., Renfrew K. (2004). SIMD Programming Manual for Linux and Windows, Springer.
- Cockshott, P. (2010). Transition to 21st Century Socialism in the European Union, Lulu.
- Cockshott, P. (2011). Glasgow Pascal Compiler with vector extensions, Lulu.
- Cockshott, P., Zachariah, D. (2012). Arguments for Socialism, Lulu.
- Cockshott, P., Cottrell, A., Michaelson, G., Wright, I., Yakovenko, V. (2012). Classical Econophysics, Routledge.
- Cockshott, P., Mackenzie, L., Michaelson, G. (2015). Computation and its Limits, Oxford University Press.
- Cockshott, P. (2020). How the World Works: The Story of Human Labor from Prehistory to the Modern Day, Monthly Review Press.

### En español
- En colaboración con Maxi Nieto: Ciber-comunismo. Planificación económica, computadoras y democracia (2017). Editorial Trotta.[19][20]ISBN 978-84-9879-721-3